# Airães
Airães ist eine Gemeinde (Freguesia) im portugiesischen Kreis Felgueiras. In ihr leben 2292 Einwohner (Stand 19. April 2021).

## Sehenswürdigkeiten

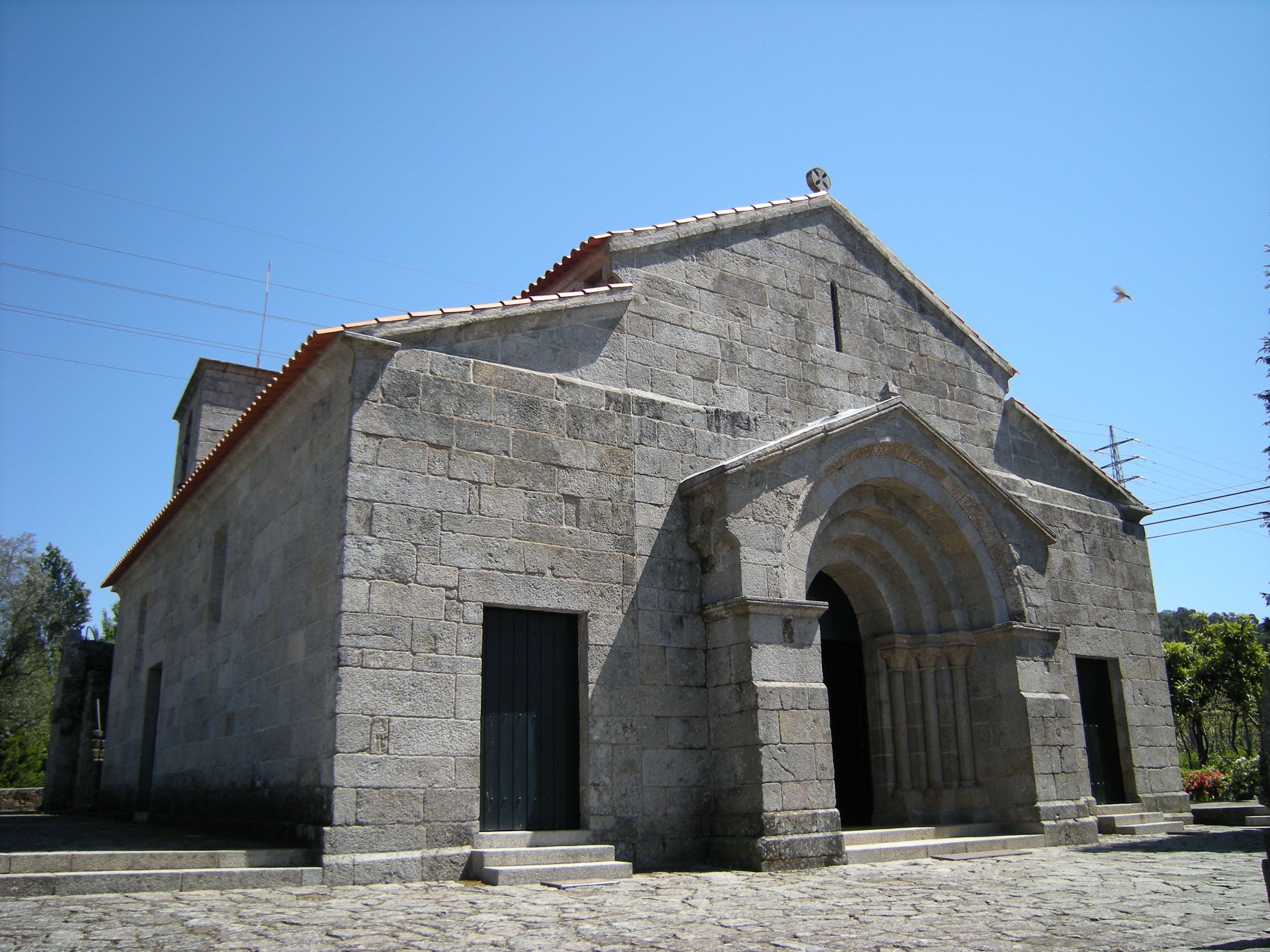
Kirche Santa Maria

- Romanische Kirche Santa Maria